# Przydacznia niebieska
Przydacznia niebieska (Tridacna maxima) – gatunek małża z rodziny przydaczniowatych (Tridacnidae) występujący w Oceanie Indyjskim i Oceania Spokojnym od Morza Czerwonego i wschodnich wybrzeży Afryki po wyspy Pitcairn. Żyje na rafach koralowych, na głębokości 1–15 m.
Charakterystyka
Małż mierzy 35–40 cm. Jego ubarwienie zależy od gatunku żyjących na nim zooksanteli. Najczęściej spotykane są małże kolorów zielonego, niebieskiego, brązowego i czarnego, nieco rzadziej pomarańczowe i fioletowe. Występują także osobniki wielobarwne.
Pożywienie
Żywi się fitoplanktonem i zooksantellami.
Rozmnażanie
Osiągają dojrzałość płciową w wieku 2 lat (gdy mierzą 3,5 cm), wszystkie jako samce. Po osiągnięciu 4,5 cm stają się hermafrodytami.